# Dendrolagus mayri
El canguro arborícola de Wondiwoi (Dendrolagus mayri) es una especie de marsupial diprotodonto de la familia de los macrópidos que habita en los bosques de los montes Wondiwoi, en la provincia indonesia de Papúa Occidental. Había sido dado por extinto desde el año de su descubrimiento, pero cerca de 90 años después ha sido avistado en una expedición organizada con el fin de encontrar evidencias de su pervivencia.